# Гамільтон (фільм, 2020)
«Гамільтон» (англ. Hamilton) — американський музичний фільм 2020 року, живий запис однойменного бродвейського мюзиклу 2015 від режисера і продюсера Томаса Кейла та продюсера, автора і композитора Ліна-Мануеля Міранди, натхненного біографією «Александер Гамільтон» 2004 Рона Чернова. Міранда виконує головну роль першого міністра фінансів і батька-засновника США Александра Гамільтона поряд з оригінальним основним акторським складом бродвейського мюзиклу.
Початок показу був запланований на 15 жовтня 2021 у кінотеатрах, однак, у відповідь на пандемію covid-19 3 липня 2020 відбулася цифрова світова прем'єра на потоковому сервісі Disney+. Відзначений критиками за візуальність, акторську гру та режисуру, фільм став одним із найпопулярніших у 2020 році. «Гамільтон» був визнаний одним з найкращих фільмів 2020 року Американським інститутом кіно та номінований на найкращий кінофільм — мюзикл або комедію й найкращу чоловічу роль у кінофільмі — мюзиклі або комедії (для Міранди) на 78-й премії «Золотий глобус».
На 1 березня 2024 року фільм займав 120-ту позицію у списку 250 кращих фільмів за версією IMDb.
Прем'єра фільму в кінотеатрах запланована на 5 вересня 2025 року, на честь 10-річчя мюзиклу.

## Синопсис
Двоактний мюзикл зображує життя і кар'єру Александра Гамільтона, сироти-переселенця з карибського острова Невіс.
Перший акт охоплює прибуття Гамільтона до Нью-Йорка 1776 року, його роботу ад'ютантом генерала Джорджа Вашингтона в континентальній армії під час американської революції та його зустріч і одруження з Елайзою Скайлер.
Другий акт охоплює повоєнну роботу Гамільтона на посаді першого секретаря казначейства США, його роман з Марією Рейнольдс, смерть сина Філіпа і, нарешті, його власну смерть на дуелі з Аароном Берром.

## У ролях
| Актор                | Роль                                               |
| -------------------- | -------------------------------------------------- |
| Лін-Мануель Міранда  | Александер Гамільтон                               |
| Філліпа Су           | Елайза Гамільтон                                   |
| Леслі Одом-молодший  | Аарон Берр                                         |
| Рене Еліз Голдзберрі | Анжеліка Скайлер                                   |
| Крістофер Джексон    | Джордж Вашингтон                                   |
| Давід Діггс          | Маркіз де Лафаєт і Томас Джефферсон                |
| Ок'єрєте Онаодован   | Геркулес Малліган і Джеймс Медісон                 |
| Ентоні Рамос         | Джон Лоренс і Філіп Гамільтон                      |
| Жасмін Цефас Джонс   | Пеггі Скайлер і Марія Рейнольдс                    |
| Джонатан Ґрофф       | Король Георг III                                   |
| Сідні Джеймс Гаркорт | Філіп Скайлер, Джеймс Рейнольдс, доктор і ансамбль |
| Тейн Джесперсон      | Семюел Сібері і ансамбль                           |
| Джон Руа             | Чарлз Лі і ансамбль                                |
| Ефрейм Сайкс         | Джордж Ікер і ансамбль                             |

Карлі Беттіол, Аріана ДеБоз, Хоуп Істербрук, Саша Гатчінґз, Елізабет Джадд, Остін Сміт і Сет Стюарт також з'являються як учасники ансамблю.

## Виробництво
Фільм знятий в театрі Річарда Роджерса в Мідтаун Мангеттені в червні 2016. Змонтований з трьох вистав і вибраних номерів, фільмованих детальніше без глядачів. У ролях усі зірки та майже повна оригінальна бродвейська трупа мюзиклу.
3 лютого 2020 було оголошено, що Walt Disney Studios придбала світові права на розповсюдження фільму за 75 мільйонів доларів, запропонувавши більше, ніж зацікавлені конкуренти, такі як Warner Bros., 20th Century Fox та Netflix. Угоду називають одним із найдорожчих придбань прав на фільм.

## Музичні номери

#### Фінальні титри
- «My Shot (Rise Up Remix)» — The Roots з Busta Rhymes, Joell Ortiz[en] та Nate Ruess[en]
- «Dear Theodosia» (інструментальна) — оркестр
- «Exit Music» — оркестр[9]

## Випуск
Спочатку реліз від Walt Disney Studios Motion Pictures був запланований на 15 жовтня 2021 в кінотеатрах, але згодом був перенесений і відбувся 3 липня 2020 на Disney +, до Дня незалежності США. На це продюсери фільму погодилися, коли з'ясувалося, що внаслідок впливу пандемії covid-19 на мистецтво і культуру постановки на бродвейських сценах навряд чи відкриються у 2020.
У вихідні після виходу фільму додаток Disney+ було завантажено на 72 % більше, ніж за останній місяць. Повідомлялося, що у липні фільм мав 37,1 % переглядів (більше, ніж три найпопулярніші шоу Netflix разом).
У серпні 2025 року Лін-Мануель Міранда й Disney оголосили, що фільм вийде на екрани кінотеатрів 5 вересня 2025 року, на честь 10-річного ювілею мюзиклу, і буде доповнений розділом нових інтерв'ю з оригінальним акторським складом і творцями під назвою «Возз'єднання революції».

## Відзнаки
| Премія                                 | Категорія                                                         | Результат | Дж.    |
| -------------------------------------- | ----------------------------------------------------------------- | --------- | ------ |
| «Вибір народу»                         | Фільм 2020 року                                                   | Номінація | [ 17 ] |
| «Вибір народу»                         | Драматичний фільм 2020 року                                       | Перемога  | [ 17 ] |
| Американського інституту кіномистецтва | Спеціальна нагорода                                               | Перемога  | [ 18 ] |
| «Вибір критиків»                       | Найкращий фільм або мінісеріал                                    | Перемога  | [ 19 ] |
| «Золотий глобус»                       | Найкращий фільм — комедія або мюзикл                              | Номінація | [ 20 ] |
| Асоціації голлівудських критиків       | Найкращий стримінговий мінісеріал, серіал-антологія або телефільм | Номінація | [ 21 ] |
| NAACP                                  | Найкращий телефільм, мінісеріал або драматичний спецвипуск        | Номінація | [ 22 ] |
| «Вибір дітей»                          | Улюблений фільм                                                   | Номінація | [ 23 ] |
| «Еммі»                                 | Найкращий естрадний спецвипуск (записаний)                        | Перемога  | [ 24 ] |
| «Супутник»                             | Найкращий фільм — комедія або мюзикл                              | Номінація | [ 25 ] |